# Loïc Wacquant
Loïc Wacquant (Nîmes, França, 1960) é um professor de sociologia e pesquisador associado do Institute for Legal Research na Boalt Law School da Universidade da Califórnia, onde é filiado ao Global Metropolitan Studies Program, ao Program in Medical Anthropology, ao Center for the Study of Race and Gender, ao Designated Emphasis in Critical Theory e ao Center for Urban Ethnography. Wacquant também é pesquisador do Centre européen de sociologie et de science politique em Paris. Seus interesses perpassam estudos comparativos sobre marginalidade urbana, dominação étnico-racial, pugilismo, o Estado penal, teoria social e a política da razão.
Loïc Wacquant já ministrou aulas em Los Angeles, Rio de Janeiro, Paris, Nova York e Viena. Seus artigos já foram publicados em revistas de sociologia, antropologia, criminologia, teoria social, estudos feministas, políticas sociais, filosofia, psicologia, educação física, literatura, arquitetura, estudos da cidade e de culturas, entre outros, tendo sido traduzidos para 24 línguas diferentes.
É co-fundador da publicação interdisciplinar Ethnography, da qual foi co-editor de 2000 a 2008, e apresentou regulares contribuições para o Le Monde Diplomatique de 1996 a 2004. Entre seus projetos atuais estão estudos sobre antropologia do desejo, uma pesquisa epistemológica sobre a construção do objeto da etnografia urbana e um estudo sociológico histórico-comparativo a respeito das formas e mecanismos da dominação racial que perpassa quatro séculos e três continentes, provisoriamente denominado “Peculiar Institutions”. 

## Biografia
Nasceu numa família de classe média intelectual e estudou na escola pública de sua aldeia, para depois estudar no grande liceu da cidade vizinha, Montpellier. Formou-se e mudou-se para Paris, onde estudou economia industrial na École des hautes études commerciales de Paris (HEC) por algum tempo. Por não querer ser um gestor empresarial, logo desencantou-se com o curso. Aos vinte anos um amigo convidou-o para assistir uma conferência com Pierre Bourdieu sobre "questões de política" e foi nesse dia que descobriu que queria estudar sociologia. A partir de então, começou a cursar sociologia paralelamente em uma universidade pública. 
Terminado seu curso de economia, recebeu uma bolsa de doutorado para os Estados Unidos, onde estudou por um ano na Universidade da Carolina do Norte e decidiu-se de vez pelo campo da sociologia. Foi lá que conheceu Gerhard Lenski e Craig Calhoun, que o encorajaram a seguir os estudos na área. Em seguida, partiu para a Nova Caledônia por dois anos, onde realizou serviço militar como assistente técnico, o que lhe proporcionou um período de formação sociológica prática. No final de sua estadia caledoniana, obteve uma bolsa de quatro anos para fazer doutorado na Universidade de Chicago.
Foi em Chicago que confrontou-se com a dura realidade dos guetos americanos: habitava as imediações de um bairro negro e pobre, o qual podia contrastar com o bairro em que estava instalada a Universidade. Nessa época, entrou em contato com William Julius Wilson, sociólogo negro americano especializado em estudos de raça e classe, com quem trabalhou.
Entendendo que, para estudar o gueto, precisava conhecê-lo em primeira mão, desejava construir sua análise a partir do cotidiano de seus habitantes. Passou então a frequentar um ginásio de boxe e envolveu-se tanto com a atividade quanto com seus companheiros de luta. A partir daí, seu trabalho dividiu-se em duas linhas de pesquisa: uma “microssociologia”, que estuda o corpo e o pugilismo, e uma “macrossociologia”, que estuda o gueto e sua relação com estratificação social e racial. 
Foi a partir de sua interação com o pugilismo que Wacquant se interessou por estudar o cárcere: ao conhecer a vida de seus companheiros de boxe e dos moradores do gueto, ele percebeu que a prisão era um denominador comum entre essas pessoas, visto que a todos, em algum momento da vida, tinham sido encarcerados. O desenvolvimento desses estudos começa com sua pesquisa a respeito da situação carcerária americana, que ocorre por meio de um trabalho de terreno piloto nas casas de detenção estado-unidenses (entre 1998 e 1999), em Los Angeles, depois em Chicago e Nova Iorque, realizando inclusive incursões no Brasil para compreender o que acontecia. 

## Influências teóricas
Wacquant tem como uma de suas principais influências teóricas Pierre Bourdieu, cuja obra foi objeto de vários artigos de sua autoria. Com Pierre Bourdieu, Wacquant produziu o vídeo intitulado "sociologia: um esporte de combate", em que retrata um pouco do pensamento desse importante sociólogo do século XX com passagens cotidianas da vida e de sua ida ao Estados Unidos e nos movimentos de rua na França. 
A obra de Bourdieu, assim como a do próprio Wacquant, é uma crítica à dominação, tanto em sentido marxista como em sentido kantiano. Por meio de uma série de críticas, explica os processos pelos quais a ordem social estabelecida mascara arbitrariedades e se perpetua pela aceitação de suas hierarquias sociais. Trata-se, no caso, de uma violência simbólica (conceito central na obra do autor) - a imposição sutil de sistemas dotados de sentido, que legitimam e solidificam estruturas de desigualdade.
O pensamento de Bourdieu é sintético, na medida em que abrange diferentes abordagens teóricas e metodológicas. Metodologicamente, suas investigações costumam combinar técnicas de estatística com observação direta. Ademais, sua visão de sociedade, como a weberiana, é agonística, sendo o universo social um local de infindável conflito, através do qual surgem as diferenças que dão sentido à existência social. 
Michel Foucault, grande teórico do poder, também fornece elementos conceituais importantes para a obra de Wacquant. A construção do discurso midiático a respeito dos guetos e a confusão conceitual que dele decorre são classificadas pelo autor como ‘’instrumento de dominação’’ em sentido foucaltiano. Em relação às críticas ao neoliberalismo e à análise de como ele se estrutura, surgem também as noções de ‘’disciplina e segurança’’, importantes na obra de Foucault. Esta influência está presente no livro "punir os pobres", editado no Brasil, em que ele apresenta o processo histórico de substituição do Estado caritativo norteamericano pelo Estado Penal, de vigiar e punir, como também afirmou Foucault em torno do "encarceramento" dos doentes mentais nos manicômios. Ele considera que o Estado, no caso dos EUA, sempre foi um estado providência residual, pela construção ideológica no seio dessa sociedade da ideia de compaixão e não de solidariedade entre os homens.
Outra grande influência teórica de Wacquant foi William Julius Wilson, sociólogo negro americano e professor de Harvard, cujos estudos acerca da pobreza e da questão racial foram fundamentais para o desenvolvimento de políticas públicas nos Estados Unidos e para alterar o marco do discurso acadêmico sobre o tema. Wacquant e Wilson trabalharam conjuntamente em um projeto sobre pobreza urbana que foi publicado no livro The Truly Disadvantaged: The Inner city, the Underclass and Public Policy, o que os aproximou academicamente e influenciou decisivamente a obra de Wacquant, especialmente no que diz respeito a suas análises acerca da dominação racial e da marginalização da população pobre. 

### Superando a antinomia objetivismo-subjetivismo
O objetivismo postula que a realidade social consiste de relações e forças que se impõem aos agentes (favorece um sistema de análise durkheiminiano). O subjetivismo, pelo contrário, parte de uma perspectiva de representações individuais, em que a realidade social é constituída da soma de numerosas atos de interpretação a partir dos quais as pessoas conjuntamente constroem linhas de interação. Verifica-se a contraposição de um modelo ‘’estruturalista’’ a um modelo ‘’construtivista’’. Bourdieu acredita que essa oposição é artificial e mutiladora, pois ambos os modelos se relacionariam dialeticamente. Nesse sentido, faz-se necessária a correspondência entre estruturas mentais e sociais, para gerar a prática social. Para explicar qualquer evento ou padrão social, há que se dissecar ambas a constituição social do agente e a gênese das suas estruturas mentais, que são produto da internalização daqueles mesmos padrões externos. O instrumental teórico criado pelo autor para elucidar melhor sua tese concentra-se em quatro noções principais: habitus, capital, campo e doxa. Wacquant compartilha desse arcabouço conceitual, que perpassa toda a sua obra. 

## Teoria Sociológica
Na sua exaustiva pesquisa relativa aos guetos americanos, Wacquant utiliza o conceito de ‘’processo civilizatório’’ (a transformação lenta e gradual de relações interpessoais, gostos, modos de comportamento e conhecimento que acompanham a formação de um estado unificado capaz de monopolizar a violência física sobre seu território e, dessa forma, progressivamente pacificar a sociedade) de Norbert Elias, subvertendo-o para demonstrar que, em relação aos guetos negros norte-americanos, ocorreu um processo de descivilização.

### Definição de gueto
O gueto é uma formação socioespacial limitada, racial e/ou culturalmente uniforme, baseada no banimento forçado de uma população negativamente tipificada para um território reservado, no qual essa população desenvolve um conjunto de instituições específicas que operam ao mesmo tempo como substitutas das instituições dominantes da sociedade abrangente e como neutralizador contra elas.
Loïc aponta o fato de que enquanto as ciências sociais dedicaram-se extensamente ao uso descritivo do termo ‘’gueto’’, pouco se tratou dele de maneira analítica. As três referências comuns ao termo são a historiografia da diáspora judaica no começo da modernidade europeia e sob o nazismo, a sociologia da experiência afroamericana no século XX, e a antropologia dos marginalizados na África e leste da Ásia. Nos três casos, as definições de gueto perpassam ideia de ‘’grupo urbano unido’’, ‘’rede de instituições relativas a grupos específicos’’ e uma ‘’constelação cultural e cognitiva’’ implicando o isolamento social e moral de grupos estigmatizados, bem como as limitações a eles impostas. No entanto, não se leva em conta a forma social do gueto, quais seriam características constitutivas e quais derivativas. 
Exemplo disso, para o autor, é a visão da Escola de Chicago de sociologia, que conferiu status científico a partir da apropriação da ideia de interseção entre vizinhança étnica e favela, onde segregação se combina com limitações espaciais e lotações, a ponto de exacerbar problemas como criminalidade, instabilidade familiar, pauperismo, etc. Nesse momento inicial, há quatro elementos constitutivos do gueto: estigma, constrangimento, confinamento espacial e fechamento institucional. A lógica dual é de exploração econômica e isolamento social paralelos, isto é, os grupos referidos apresentam uma potencialidade para o trabalho precarizado, mas também características que, por motivos históricos e culturais (notadamente o preconceito) os afastam do grupo hegemônico. O erro da escola de Chicago, para Wacquant, é encarar esse processo como algo natural, uma manifestação da natureza humana. Para ele, trata-se de uma forma peculiar de urbanização marcada por relações de poder assimétricas entre grupos etnoraciais, deliberadamente estimulada por meio de políticas estatais. Reconhecer essa relação permite verificar que a guetização é um processo de ‘’duas caras’’, uma vez que serve a funções opostos para os dois grupos nela inscritos. Para a categoria dominante, sua razão de ser é o confinamento e o controle. Para os dominados, no entanto, funciona como elemento de proteção e integração. Eles são o resultado de uma intensa dialética entre esses fatores externos e internos, que se expressa como ambivalência e contradição na consciência coletiva. Permite, também, cristalizar a relação entre a guetização e a dominação etnicoracial, visando conter a banalização do termo (que mascara suas causas estruturais), sua utilização para categorizar qualquer agrupamento urbano. 
Nesse sentido, a articulação do conceito também é importante para proceder à separação das ideias de guetização, pobreza urbana e segregação e, portanto, clarificar as diferenças estruturais e funcionais entre gueto e vizinhança étnica:
1. pobreza é uma característica frequente, mas derivativa e variável dos guetos - o que significa que se características como as anteriormente tratadas sejam bastante comuns nos guetos, isso não quer dizer que eles sejam necessariamente assim (ou todos na mesma medida). Se um gueto é pobre ou não, depende de fatores externos, e não de sua ‘’natureza’’. Por outro lado nem todos os grupos urbanos despossuídos constituem guetos (favelas, por exemplo)
2. similarmente, todos os guetos são segregados, mas nem todas as áreas segregadas são guetos. O maior exemplo disso são os condomínios de luxo em grandes cidades, onde a segregação é voluntária e serve, inclusive, para que as famílias ricas da burguesia se ‘’escondam’’ do caos da cidade, aumentando (e não o contrário) suas oportunidades e preservando seu estilo de vida. A segregação residencial é necessária, mas não suficiente, já que é preciso que ela seja compulsória e, mais do que isso, acompanhada de uma institucionalização paralela que permita ao grupo se reproduzir de maneira segregada. 
3. guetos e vizinhanças étnicas tem estruturas divergentes e funções opostas: o autor conclui que as aglomerações étnicas que não considera guetos (colônias de imigrantes, os supostos guetos brancos, etc.) têm seus laços de integração construídos na base da afinidade e não de uma oposição externa, uma hostilidade por parte dos grupos dominantes na sociedade. Além disso, esses grupos voltam-se para fora, isto é, existem para facilitar o ajuste ao novo ambiente, não replicando as mesmas estruturas internamente, de forma a perpetuar o isolamento e distinção cultural. A ilustração da realidade de Chicago (‘’black belt’’ x imigrantes) revela o fato de que as duas organizações servem a funções opostas: uma é uma plataforma de assimilação e a outra um isolamento material e simbólico (dissimilação). A primeira seria representada por uma ponte e a última, por um muro. 
Wacquant aplica suas conclusões e estuda a realidade americana dos ‘’black ghettos’’, única a que consegue atribuir todas as características acima elencadas, no contexto do neoliberalismo, quando tais organizações entraram em colapso e se transformaram em territórios de horror e desespero frente à desindustrialização e às políticas do Estado de diminuição do bem-estar. 

### O refazimento do gueto negro
Norbert Elias, em sua obra, descreve o que chama de ‘’processo civilizatório’’, isto é, a transformação lenta e gradual de relações interpessoais, gostos, modos de comportamento e conhecimento que acompanham a formação de um estado unificado capaz de monopolizar a violência física sobre seu território e, dessa forma, progressivamente pacificar a sociedade. Wacquant observa o processo totalmente contrário em relação aos guetos negros americanos (a partir dos anos 60), causado pela multifacetada diminuição (em âmbitos federal, estadual e municipal) da atuação do estado americano e a correlata desconstituição do setor público que formam a infraestrutura organizacional de qualquer sociedade urbana avançada. Não haveria, para o autor, associação alguma dessa situação com um imperativo econômico ou uma lógica cultural própria da comunidade, tratando-se essencialmente de um resultado da ordem política das instituições e do Estado (ou falta dela). 
Paralelamente ao processo de descivilização, que é material e relacional, o autor observa a demonização da população dos guetos, que se dá no plano simbólico; ambos ligam-se funcionalmente. Ele se baseia, principalmente, no extenso uso de termos que reforçam preconceitos seculares a respeito da cultura negra, criando um isolamento simbólico. Exemplo disso é o tratamento das cités francesas (que o autor não considera guetos)  e do termo underclass.

### A crítica ao conceito deUnderclass
O conceito surge nos Estados Unidos na década de 80, como maneira de expressar uma realidade social própria dos Estados Unidos, que não é nem o subproletariado da teoria marxista, nem a parcela mais desfavorecida da sociologia inspirada no catolicismo social, nem algum tipo de novos pobres e outros excluídos. Ela é descrita como uma subcultura feroz, um entrelaçado de patologias, ou ainda uma nação à parte que constrói enclaves permanentes de miséria e vício, que seria responsável por seu próprio destino lamentável e pelo declínio da cidade. Essa "underclass" seria marcada por patologias constantes: desemprego, desorganização conjugal, anomia sexual, fracasso escolar e encarceramento, tráfico e consumo de drogas, delinquência e criminalidade.
A iconografia da underclass rapidamente polarizou-se em torno de duas figuras paradigmáticas: de um lado, as gangues de jovens negros arrogantes e violentos, que se recusam a ocupar os escassos e precarizados postos de trabalho para os quais poderiam se candidatar, tomando o lugar na base da escada social; de outro, as jovens mães solteiras, que subsistem ‘’nas costas de quem paga impostos’’. Essas duas figuras emblemáticas são dois lados da mesma fantasia, a da ameaça que os ‘’negros incivilizados’’ representam para a moral e os bons costumes americanos, os primeiros na esfera pública, e as últimas, na privada. A gerência estatal desses dois grupos se traduz no aumento astronômico das taxas de encarceramento e na superlotação dos escritórios de welfare, tornando o problema muito mais o custo social desses grupos do que a pobreza e o desespero que os aflige.
Loïc critica esse conceito, apontando primeiramente que ele é falacioso, criado pelas elites dominantes, para classificar suas preocupações, separando os "bons pobres" dos "maus pobres", aqueles incuráveis que não mereciam a atenção e os gastos do Welfare State. Em segundo lugar, ele demonstra que os critérios de pertencimento à "underclass" são múltiplos, imprecisos e heterogêneos, além de tautológicos, na medida em que existência desse grupo aumenta as patologias urbanas, mas também a abundância dessas patologias serve de prova da existência do grupo. Assim, segundo ele, ao conceito de "underclass" faltam a consistência morfológica, a homogeneidade moral e a tendência à unidade que Émile Durkheim estabelece como necessários a um coletivo social.
A noção de underclass é, para Wacquant, o que Pierre Bourdieu chama de ‘’mito escolar’’, isto é, uma formação discursiva que, sob um rótulo científico, é formulada de maneira aparentemente neutra e baseada na razão, mas tem como fundo noções do senso comum (no caso, relativas à raça). Existe um ‘’interesse inconsciente’’ em exagerar diferenças socioculturais do subproletariado negro ao ponto da radicalidade. Essa demonização permite um isolamento simbólico e por isso justifica uma política de estado ausente (combinada com o punitivismo). Um termo maleável e com contornos difusos deve seu sucesso à sua indeterminação semântica, que permite manipulações simbólicas para aumentar as fronteiras entre grupos sociais de acordo com ideologias específicas. 
Os efeitos da abordagem do tema por esse prisma são: a ahistoricidade, ou naturalização da negligência em relação ao gueto; afinal, desorganização das famílias, consumo de álcool e drogas e o recurso à economia subterrânea não são próprios dos negros do final do século XX, sendo observados tais hábitos nos operários das fábricas no século XIX e em diversos trabalhadores migrantes de origens diversas. O ‘’hipergueto’’ dos anos 80 é nada mais do que a exacerbação socioespacial da lógica dupla de exclusão classista e racial; em segundo lugar, a essencialização da problemática de raça na questão urbana (e ela própria), concentrando-a na imagem do gueto, quando a raiz do problema encontra-se na divisão racial das políticas americanas, assim como da própria cidade. Por fim, traz um efeito despolitizante, já que, se os problemas são atribuídos a características inerentes aos membros da underclass, responsabilidade coletiva não pode ser evocada nem quanto às causas, nem quanto aos efeitos do problema. 
Segundo o autor, esse discurso é um instrumento de disciplina no sentido foucaultiano; longe de iluminar questões importantes, como a ligação entre pobreza, raça e estado, o conto da "underclass"" serviria para mascarar a causa proeminente da descivilização do gueto: a vontade de política de deixá-lo apodrecer.

### Simbiose estrutural entre prisão e gueto
Na toada do estudo do encarceramento enquanto instrumento de controle social, há que se associar tal característica ao papel cumprido pelos guetos historicamente, analisando-se a relação que os dois elementos têm entre si. A representação maciçamente afrodescendente dos indivíduos criminalizados denota uma compensação da falência do gueto como mecanismo de confinamento. Desse ponto de vista, o encarceramento seria uma manifestação da lógica de exclusão etnoracial, por sua vez, dentro da lógica de realocação de sujeitos indesejados pelo sistema capitalista (neoliberal, posteriormente). Assim, conforme as Leis de Jim Crow entram em decadência, surge o gueto como maneira de absorver essa população indesejada, que posteriormente evolui para construir uma "simbiose mortal" (como denomina o autor) com o sistema carcerário.

### As Prisões da Miséria e a forja do estado neoliberal
A decadência do modelo keynesiano, em meados dos anos 1970-80, é fundamental para se entender a mudança da organização social e o fortalecimento das forças repressivas do Estado. Essa mudança, de um estado social para um estado mínimo ocorreu em três frentes: com a desregulamentação da economia, com a diminuição de programas sociais estatais e com o desenvolvimento do cárcere e dos programas de “Lei e Ordem”. 
Com a falta de programas sociais de inclusão, emprego ou de subsistência, as camadas mais baixas do estrato social, em especial o subproletariado negro, por não oferecerem um poder de mercado razoável para a cultura neoliberal, passaram a ser isoladas na sociedade. Assim sendo, muitos começaram a ter dificuldades de conseguirem se manter na sociedade, tendo de arranjar meios de complementar sua renda de maneiras ilegais (tráfico de drogas), por não terem acesso ao necessário por parte do estado. Como resultado, a população pobre começa a ser retirada aos poucos da sociedade e é colocada nas prisões.
O controle dessa população começou a ser uma parte importante na sociedade após o advento da luta por direitos humanos e civis que veio com força em 1960 de duas formas: com o trabalho social (ideologia que prega que não importa o emprego que a pessoa tenha e o quanto ganhe, é melhor trabalhar do que ser um “nada”; trata-se de uma política cruel com forte tendência calvinista) e com a detenção nas penitenciárias (a pessoa sem auxílio acaba por cometer mais pequenas infrações para manter um padrão de vida mínimo), resultando em um crescimento de sua população carcerária desde essa nova política.
A penalidade neoliberal traz um paradoxo: deseja remediar com um mais estado policial e penitenciário os problemas da ausência do estado econômico e social, que é a própria causa da escalada generalizada da insegurança objetiva e subjetiva em todos os países que adotaram tal medida. O Estado torna-se incapaz de conter a decomposição do trabalho assalariado e de refrear a hipermobilidade do capital, fatores desestabilizadores da sociedade. As elites dos Estados, convertem-se à ideologia dos Estados Unidos de mercado total, resultando na diminuição das prerrogativas na frente econômica e social que, por sua vez, cria a necessidade de reforçar a segurança, relegada à dimensão criminal.
Segundo o autor, a teoria penal neoliberal tem origem no complexo de órgãos do estado americano encarregados de promover o rigor penal. O Departamento de Estado, encarregado das relações exteriores, por intermédio de sua embaixada, passa a militar ativamente em prol de políticas penais ultrarrepresivas, particularmente em matéria de drogas. O setor privado tem contribuição decisiva à concepção e à realização da "política pública". Os mesmos institutos de consultoria que prepararam o advento do liberalismo real, alimentaram as elites políticas e midiáticas com conceitos, princípios e medidas em condições de justificar e acelerar o reforço do aparelho penal. Exigência de menos estado para regulação do capital e da mão de obra, e agora mais estado, para mascarar e conter as consequências sociais deletérias, nas regiões inferiores do espaço social, da desregulamentação do trabalho e da deterioração da proteção social.
Em sua obra, Wacquant expõe que uma das principais teorias que vai ser vulgarizada, para os termos da tolerância zero, é exposta pelo Manhattan Institute e sustenta que é lutando passo a passo contra os pequenos distúrbios cotidianos se faz recuar as patologias criminais. Essa teoria nunca foi comprovada empiricamente, mas serviu de justificativa criminológica para a reorganização do trabalho policial empreendida no final da década de 1990 em Nova York, com o objetivo de refrear o medo da classe média e superior, por meio da perseguição permanente dos pobres no espaço público. Reforça-se a aplicação inflexível da lei a delitos menores como a embriaguez, a jogatina, a mendicância, os atentados aos costumes, simples ameaças, comportamentos antissociais associados aos sem teto. O inimigo público e alvo prioritário das políticas de tolerância zero é o subproletariado, especialmente a população negra. A gestão policial passa a basear-se em objetivos de redução de criminalidade e a organizar-se como uma indústria, inserida na lógica de políticas de “Lei e Ordem” de reforço do poder estatal, segundo o autor.
A doutrina da tolerância zero é o instrumento de gestão policial e judiciária da pobreza, que traz consigo a retórica militar da “guerra” ao crime, da “reconquista” do espaço público, que assimila os delinquentes, reais ou imaginários, sem teto, mendigos e outros marginais a invasores estrangeiros.
Para Wacquant, a teoria da penalidade neoliberal também fundamenta-se na generalização do trabalho assalariado precário. As políticas assistencialistas tem seu cerne alterado do welfare para o workfare. O trabalho passa a ser visto como um dever político, mesmo que em condições precárias, punindo os que não o adotam. A generalização do trabalho precário repousa no uso direto da coação política e participa de um projeto de classe, substituindo um estado-providência materialista por um Estado punitivo “paternalista”, capaz de impor o trabalho assalariado dessocializado como norma e base da nova ordem polarizada de classes. Os programas paternalistas têm como alvo duas populações: os beneficiários de ajudas sociais aos indigentes e os clientes do sistema de justiça criminal, as mulheres e crianças do sub proletariado, no que concerne ao welfare, e seus maridos, pais, irmãos e filhos, no que diz respeito ao sistema penal. O estado social funciona como um braço penal disfarçado, como instrumento de vigilância e de disciplina dos beneficiários, remetendo-os diretamente a seu homólogo criminal em caso de fraqueza. As implicações do paternalismo do Estado são particularmente severas para as minorias raciais, sobrerrepresentadas entre os pobres.
Os resultados que se destacam da aplicação dessas práticas penais nos Estados Unidos foram o hiperencarceramento, o aumento massivo de demandas judiciárias (sendo que, estatisticamente, na década de 1990, mais da metade delas não chegava a ser julgada, ou pelo fim de prazos, ou por não possuírem qualquer fundamento), a desconfiança da população mais pobre em relação ao aparelho policial (com um aumento de queixas) e a discriminação racial, com a confirmação de prisões apenas baseadas na aparência do sujeito, infundadas, principalmente de latinos e negros.
Essa teoria é globalizada e passa a balizar as medidas de segurança pública no final da década de 1990 e início dos anos 2000. A sua principal feição europeia foi construída em Londres, em uma apropriação dessa teoria defendida por Tony Blair. Partindo do Reino Unido, as noções e dispositivos formulados pelos neoconservadores dos Estados Unidos se espalha pela Europa, ironicamente, como solução específica para o suposto aumento da criminalidade nacional.
A exportação dessas práticas penais neoliberais, como mostrado pelo autor, tem efeitos particularmente devastadores em países caracterizados por fortes desigualdades de condições e oportunidade de vida e, acima disso, sem tradição democrática ou instituições capazes de amortecer os choques causados pela mutação do trabalho, especialmente os países recentemente industrializados da América do Sul.
O Brasil, em especial, tem ainda como agravante o efeito nefasto das forças da ordem, a polícia em especial, com a banalização da violência injustificada do Estado, as recorrentes práticas de tortura e violência letal, se inscrevendo em uma tradição nacional, oriunda da escravidão, e da manutenção da ordem pública como manutenção da ordem de classes. Outro agravante é o estado do cárcere, semelhantes à campos de concentração para pobres, sem qualquer função penalógica, além da ineficiência congênita da prisão para redução da criminalidade. Por fim, agrava-se também pela hierarquia social e a estratificação etnorracial, com práticas discriminatórias endêmicas no sistema judiciário e policial, penalizar a miséria invisibiliza o problema negro e traz um aval do Estado para a dominação racial. A juventude mais pobre e dos bairros considerados problemáticos não possui nenhuma rede de proteção social, e é esmagada pelo desemprego e subemprego crônicos do capitalismo, recorrendo a práticas criminosas para seu sustento.

### A América do Norte e a França: uma Comparação
No final dos anos 90, na França, emergiu uma quantidade de bairros pobres, marginalizados, chamados "banlieus", que assustou a sociedade francesa, que imaginava estar seu país passando por um processo de "guetização" à americana. Loïc discorda disso e, a partir de seus estudos e suas linhas teóricas, dedica-se a desconstruir o discurso da mídia francesa à época, afirmado que a banlieu não seria um gueto no sentido norte-americano, uma vez que a amplitude da miséria, do desamparo, da segregação e da violência urbanas adquirem significados muito diferentes em ambos os países. Da mesma forma, não se pode ingenuamente supor que os processos históricos e trajetórias urbanas de formação de um gueto e de um bairro são os mesmos: a "triagem", nos guetos americanos, é prioritariamente racial, enquanto que nos bairros franceses, é socioeconômica. O gueto americano não é apenas uma agregação de famílias e indivíduos pobres, mas uma forma institucional, uma vez que dentro dele se verificam mecanismos de fechamento e controle etnorraciais.  De maneira a provar essa tese, ele desenvolve comparações entre os bairros franceses de Quatre Mille e La Courneuve e os guetos de Chicago.
É possível apontar semelhanças entre a evolução morfológica das populações e suas vivências em ambos os países: são enclaves de concentração de minorias raciais (negros, no lado americano, e imigrantes, no lado francês), em sua maioria jovens e idosos e há um estigma social associado a ser morador de um ou outro, sendo ambos descritos como ambientes "podres" e odiados.
Apesar disso, há diferenças marcantes entre ambos: primeiramente, o gueto de Chicago abrigava cerca de 400 a 700 mil negros, enquanto Quatre Mille, na França, abrigava cerca de 13 mil pessoas. Nenhum bairro da França chega a 1/10 de um gueto americano. Em segundo lugar, os bairros franceses têm um perfil étnico diversificado, enquanto em Chicago, o espaço é totalmente homogêneo, fruto histórico da sociedade escravista e do regime de segregação racial. Em terceiro lugar, os níveis de pobreza são diferentes entre os dois: em Quatre Mille, 48% da população era empregada, e em La Courneuve, 50%. Já em Chicago, essa taxa não ultrapassava os 16%. 6% das famílias em La Courneuve eram monoparentais; em Chicago, 60% a 80% eram, e 57% dos habitantes deste último eram dependentes de assistência pública. Em quarto lugar, a criminalidade tem aspectos diferentes nestes dois espaços: nos bairros franceses, tem o caráter de pequena delinquência - furtos de mercadorias dentro de carros, furtos de carros e motos, depredação de prédios -, enquanto em Chicago o caráter é de mais violência física, com roubos à mão armada, homicídios, estupros e agressões. Por fim, ele aponta que a infraestrutura dos guetos norte-americanos estava muito mais deteriorada, parecendo zonas de guerra.  Assim, ele aponta que a França não deveria se deixar render por categorias emprestadas da cultura norte-americana, desconsiderando a peculiaridade do processo de formação de seus bairros mais pobres.

### Hipóteses de solução
Nos Estados Unidos, a criminalização da pobreza já faz parte dos costumes e está inscrita na estrutura do Estado; na Europa, a situação é mais complexa e fica mais claro que a inflação carcerária não é uma inevitabilidade, mas uma escolha política. Para enfrentar esse modelo de penalização, Wacquant afirma que há três frentes a serem cobertas: primeiro, no nível das palavras e do discurso (sem restringir a ‘’insegurança’’ só ao campo criminal, por exemplo, e sem banalizar o tratamento penal das tensões derivadas da desigualdade social); segundo, no front das políticas judiciais, há de se evitar a ampliação da rede penal, propondo-se sempre outras medidas. Longe de ser uma solução, o encarceramento acaba agravando os problemas que busca corrigir (além de atingir as camadas mais vulneráveis socioeconomicamente, ele próprio é um fator de empobrecimento). Por fim, sugere-se aliar os estudos e esforços do front penal e do front social (otimizando os recursos práticos e intelectuais para investir nessa luta). Segundo o autor, o melhor meio de diminuir o papel da prisão é fortalecer e expandir os direitos sociais e econômicos.

## Sociologia do pugilismo: estudos do corpo e dos hábitos
Ao mudar-se para Chicago, Wacquant morava próximo ao gueto negro. A fim de conhecer melhor o cotidiano e a personalidade de seus habitantes e inserir-se de alguma forma nesse espaço, ele inscreveu-se em uma academia de boxe. Buscando sanar seu mal-estar físico e embaraço, causado especialmente por ser o único homem branco da academia, ele manteve um diário de campo, em que anotava suas experiências do dia a dia. 
Foi envolvendo-se na rotina dos pugilistas que surgiu seu interesse pelo estudo do habitus pugilístico e mesmo pela prática do boxe. A partir de suas anotações e experiências, Wacquant publica em 2004 o livro “Corpo e Alma: Notas Etnográficas de um Aprendiz de Boxe”, no qual analisa a rotina dos boxeurs: desde sua posição cultural e identidade racial até sua rotina de treinos e dietas restritivas. 
O autor entende que os boxeurs e treinadores são como empresários que investem no capital do corpo, o qual é transformado em capital pugilístico por meio de uma rotina extenuante de exercícios físicos e restrições alimentares e sociais. O corpo seria, simultaneamente, o meio de produção, a matéria-prima e a somatória de todos os treinos e hábitos cotidianos. Os boxeurs estariam usando a força natural de seus próprios corpos a fim de apropriarem-se deles, transformando-os de forma a maximizar sua força e energia. 
Wacquant buscou, nesse trabalho, alterar a lógica de sua pesquisa de “observação participante” para “participação observante”, no sentido de que ele buscou envolver-se com aquele cotidiano e tornar-se parte dele, mas sempre munido de seus instrumentos metodológicos e científicos que permitiram a ele condensar toda essa experiência em um livro de etnografia experimental.

## Principais obras publicadas
Entre os livros de Loïc Wacquant, destacam-se: 
- Um convite à sociologia reflexiva (1992, com Pierre Bourdieu)
- As Prisões da Miséria (1999)
- Corpo e alma: notas etnográficas de um aprendiz de boxe (2000)
- O Mistério do Ministério - Pierre Bourdieu e a política democrática (2005)
- Das Janusgesicht des Ghettos (2006)
- Condenados da Cidade: estudos sobre marginalidade avançada (2008)
- Punir os pobres - A nova gestão da miséria nos Estados Unidos (2009)